# シュシャ郡

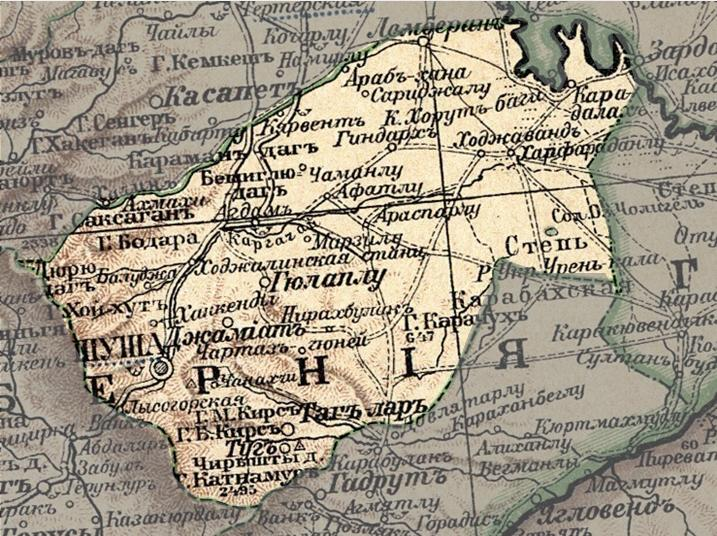
1903年の地図

シュシャ郡（シュシャぐん、ロシア語: Шушинский уезд、アゼルバイジャン語: Şuşa qəzası）は、ロシア帝国およびアゼルバイジャン民主共和国の郡。シュシャをその中心とし、1840年に設置されてからは主にエリザヴェトポリ県へ属した。

## 歴史
1813年にゴレスターン条約によってロシア帝国の領土とされるまでは、ガージャール朝の下でカラバフ・ハン国の中心地域であった。同地は1822年からロシアの支配を受けるようになり、その後シュシャ郡が1840年4月10日に形成された。所属は1868年からエリザヴェトポリ県へと移されている。
下位の行政区画は当初、ミグリン、ケビルリン、ザンゲズル、ジェヴァンシル、チェリャビト、バランジンの6つの区に分かれていた。しかし1867年12月9日の「カフカース・ザカフカース地方の管理の変更について」の法令に基き、ザンゲズル区はザンゲズル郡としてシュシャ郡から分離、昇格した。そして1873年（あるいは1868年と1869年）にはジェブライル郡とジェヴァンシル郡もまたシュシャ郡から分離している。
1917年にロシア帝国が崩壊してからは、一帯はアゼルバイジャン人とアルメニア人の間で係争地帯となっていたが、1919年8月にシュシャ郡はジェブライル郡、ジェヴァンシル郡とともにアゼルバイジャン民主共和国の勢力下に入った。

## 地理・社会
エリザヴェトポリ県においては南部に位置し、東側でバクー県との県境を持っていた。南西部では小カフカース山脈をザンゲズル郡との境界とする。反対に北東部は低くなっており、ハチンチャイ川がジェヴァンシル郡との境となる。面積は4316平方ベルスタ（4911平方キロメートル）。
1913年の時点でシュシャ郡は、アグジャベジ第1、アグダム、アザフ、アファトル、アブダル、アフメト・アガル、アラスパルル、アルバドゥズ、ヴェイサッル、ウチ・オグラン、エンギケンド、オフシャル、カジャル、カラダグル、カラドゥラグ、キアスル、キアマジンル＝サフォル＝アリ＝ベカ、ギュネイ・チェルタズ、ギュラプル、ギンダルフ、ケシシュ・ケンド、ゲシャン、ケリヴェンジ・ケベルルィ、ケラベジン、ゲルゲル、ケンゲルル第1、ケンドフルト、ゴガ、サリジャル、ザリスル、ザンギシャル、シェッル、シズニク・ヴェルフニー、シフリル・カラヴェンド、ジャミアト、シュシ・ケンド、センドル、ダシュ・ブラグ、タガヴェルト、タグ、タルナウト、チェナフチ、チェマンル、ドイラン、トゥグ、ナヒチェヴァニク、ノヴルズル、ハナザフ、ハナバド、ハルファランジンル、ハン・ケンド、ヒジルル、ピルジャマル、ヒンジリスタン、ホジャヴェンド、マリ・ベグル、マルゼル第1、レムバランの58の村に分けられていた。
1897年の国勢調査によると、郡の人口13万8771人のうちアルメニア人が58.2パーセント、アゼルバイジャン・タタール人（アゼルバイジャン人）が41.5パーセント、ロシア人が0.3パーセントとなっている。19世紀末における主要な産業は、養蚕や綿花、ワイン用の葡萄の栽培などであり、その他に牛や羊の放牧、羊毛を利用した手工芸などが盛んであった。反対に工業はほとんど発達していなかった。